# 102 Dálmatas: Cachorros al rescate
102 dálmatas: cachorros al rescate es un videojuego de acción basado en la película de Disney 102 dálmatas. Hizo su debut en 2000 en la Sega Dreamcast, PlayStation y PC. Se había planificado una versión para Nintendo 64, pero fue cancelada al principio del desarrollo.[cita requerida]

## Personajes
- Molly Marlette como Albina "Oddball"
- Frankie Muniz como Domino
- Susan Blakeslee como Cruella de Vil (acreditado como Susanne Blakeslee)
- Barbara Dirikson como Dottie
- Jeff Bennett como Rabito "Dipstick", Gaspar "Jasper" y Shelby
- Maurice LaMarche como Horacio
- Jess Harnell como LePelt
- Eric Idle como Garcilazo "Waddlesworth"
- Nancy Cartwright como Pilla "Fidget"
- Eddie Izzard como el sargento Tibbs
- Tress MacNeille como Yvonne
- Rob Paulsen como Fluffy
- Drew Varley como Chester
- John Partridge como Manny
- Kath Soucie como Priscilla
- Sherry Lynn como Crystal

## Historia
El juego no sigue la trama de la segunda película, aunque sí incluye a los protagonistas y otros personajes. El jugador puede elegir el papel de uno de los dos dálmatas: Oddball (Albina en Latinoamérica o Blanquita en España), o Domino, que están en el patio de la casa en busca de tesoros. No pasa mucho tiempo antes de Oddball encuentra un juguete hecho en la fábrica de Cruella DeVil, esto alude al hecho de que las ventas de los juguetes de Cruella se han reducido, lo que conduce finalmente al problema de la historia. Frente a la ruina financiera por la falta de ventas, Cruella establece un malvado plan en movimiento: Reprogramar sus juguetes para capturar cualquier animal doméstico a la vista. Cruella le pide al Profesor Fastboom, su amigo cibernético, diseñar un Supergloop o Super-Glue (que quiere decir Súper Pegamento), cuyo objetivo es convertir a todos los cachorros en estatuas, para así empezar una línea de juguetes realistas y volverse horriblemente rica. Oddball y Domino son los únicos cachorros en su familia que no han sido capturados y al regresar a casa, sus padres Dipstick y Dottie, se disponen inmediatamente a rescatar a sus cachorros. A pesar de dejarles el mando de la casa a Oddball y Domino, los cachorros no obedecen y se van en su mayor aventura para salvar a su familia.
Durante el juego, los cachorros deben viajar por toda Inglaterra, iniciando en Londres, pasando por la campiña inglesa hasta la vieja y decrépita Mansión DeVil, para finalmente llegar a la fábrica de juguetes de Cruella. Deben ir rescatando a sus hermanos y hermanas, los cuales están atrapados en cajas, defenderse de los juguetes robot de Cruella, derrotar a Horacio, Gaspar y LePelt, para luego enfrentarse a Cruella misma en cuatro diferentes escenarios (La cima del Big Ben, un corral en la Campiña Inglesa, un Castillo Antiguo y en la Fábrica de Juguetes). En la mitad del juego, LePelt atrapa a Dipstick y a Dottie, antes de que se crucen con los cachorros. En la batalla final en la Fábrica de Juguetes, Cruella es la que termina hundida en el Supergloop junto con Fastboom. Los secuaces acaban en una isla desierta, luego de huir en cajas de la fábrica, y Cruella termina en una celda de la cárcel, todavía pegada a Fastboom.

## Jugabilidad
El jugador controla el cachorro Domino o blanca en el transcurso del juego, el jugador tiene varias oportunidades para recoger pegatinas para un libro de pegatinas virtual que se puede acceder a través del menú de nivel. En general, hay una pegatina para encontrar el primer puesto de control y salida de cada nivel, recogiendo 100 huesos en cada nivel, y el rescate de todos los cachorros en cada nivel. Cada nivel tiene sus tareas, completar una tarea individual, derrotando a los esbirros, resolver un rompecabezas, etc que también otorgará calcomanías. Hay seis pegatinas por un nivel, con exclusión de los niveles de Cruella, que se combinan con minijuegos para su propia imagen de etiqueta.
Cachorros al Rescate es un juego en 3 dimensiones con la posibilidad de inclinar la cámara en cualquier dirección lo que hará más fácil para navegar por el mapa. El jugador debe ladrar a los juguetes para provocar un cortocircuito en ellos, o rodar en ellos para romperlos.
Los puestos de control dentro de un nivel son lugares donde el jugador es enviado de vuelta si pierde una vida, y están marcadas por un guacamayo llamado Waddlesworth. Si el jugador pierde una vida y no han llegado a un punto de control, se le enviará de vuelta a los niveles de punto de partida. A diferencia versión del juego de la Game Boy Color , los juguetes que los jugadores rompen están rotos.
Cada nivel tiene un "amigo de los Dálmatas" que le dirá al jugador cómo llegar a través del nivel, y en ocasiones asignan a Blanquita o Dominó tareas específicas que hacer a cambio de su ayuda. Completar cada uno de los niveles de Cruella desbloqueará un minijuego.

## Niveles
- Regent's Park: El viaje comienza en el parque más reconocido de Londres. Los cachorros conocerán a una ardilla llamada Pilla ("Fidget" en inglés) que les ayudará a echar a Gaspar haciendo que este rompa una colmena de abejas que le echará fuera del nivel. Para completar el nivel al 100%, es necesario devolver a Pilla su bellota favorita (que se encuentra en la parte más baja del nivel).

- Tienda de Juguetes: Un gato de campo llamado Sargento Tibbs (que aparece en la película 101 Dálmatas) ayudará a los cachorros a atravesar la tienda de juguetes de Cruella, montar en el tren de juguete y encontrar una habitación secreta.

- Piccadilly: Es el barrio más conocido de Londres en el que los cachorros se encuentran de nuevo con Pilla. Al igual que en Regent's Park, la ardilla ayudará a los cachorros a acabar con otro secuaz, Horacio. También tendrán que resolver una serie de rompecabezas y aprovechar los huecos de alcantarilla para llegar a distintas zonas del nivel.

- Big Ben: Yvonne, una murciélago con resfriado, ayudará a los cachorros a llegar a la cima de la famosa torre del reloj de Londres, pasando por gigantescos engranajes, péndulos oscilantes y contrapesos.

- Cruella I: Al llegar a la cima del Big Ben, Cruella atacará a los cachorros con un helicóptero lanza-tomates fabricado por Dinamito. Para acabar con ella, es necesario golpearla cinco veces con piñas colocadas en viejas catapultas de la torre. También se puede golpear la campana del reloj para hacer que el helicóptero deje de funcionar bien, se pare y se convierta en blanco fácil para las catapultas.

- Museo Real: En el interior de este imponente museo, los cachorros se encuentran con Fluffy (un pequeño perro que en la película 102 Dálmatas es la mascota de la misma Cruella), quien les pide ayuda para encontrar ciertas piezas de exposición desperdigadas por el museo para colocarlas en su sitio, lo que hará que se desbloquee la meta al final del nivel. En éste nivel aparece Le Pelt, otro secuaz de Cruella al que se debe derrotar haciéndole caer en su propia trampa.

- El Subterráneo/El Metro: Una simpática rata llamada Chester ayudará a los cachorros a atravesar el interior del Metro de Londres y sus sistema de alcantarillas, pasando por un enorme remolino que les llevará a una estación abandonada donde está la salida.

- El Carnaval/La Feria: Este colorido nivel está repleto de atracciones en las que se hay que montarse si se quiere recoger todos los coleccionables. Si no, se puede acceder directamente a la meta al fondo del nivel. Los cachorros conocerán a la tortuga Shelby, que les guiará por el nivel, y a Gaspar una vez más. El objetivo es jugar en todas las atracciones para completar el nivel al 100%.

- El Aserradero: Chester aparece de nuevo (pues está visitando a su primo Nígel) y llevará a los cachorros a través de un peligroso aserradero lleno de resistentes excavadoras robot y de mecanismos de sierra de troncos, hasta llegar al final donde deberán manejar una gran grúa para acceder a la salida.

- Cruella II: Cruella atrapará a los cachorros en un pequeño corral con sandías rodeado de agua, y les atacará con otra invención de Dinamito: una lancha lanza-tomates. Los cachorros tendrán que lanzarla cuatro sandías para derrotarla.

- La Campiña: En esta apacible llanura al amanecer, los cachorros conocerán a un topo llamado Manny, quien les recomendará visitar lugares secretos como una cueva tras la cascada o una casa de árbol, y finalmente les dará consejos sobre cómo derrotar una vez más a Horacio y pasar el nivel. En este lugar aparece el famoso monumento arquitectónico de Stonehenge, que servirá para tender una trampa al secuaz de Cruella.

- El Corral: Los cachorros se encuentran atrapados entre las verjas de una granja. Afortunadamente, una cerdita llamada Priscilla abrirá la puerta a cambio de que los cachorros la ayuden a hacer las labores de la granja, ya que el granjero se ha quedado dormido y no ha empezado la faena. Tras llevar a cabo las tareas, desde meter las gallinas al gallinero hasta derribar un viejo caseto con un tractor, Priscilla agradecerá a los cachorros por la ayuda y les dejará marchar, aunque triste porque es su cumpleaños y nadie se ha acordado. Los cachorros tendrán que darla un regalo (que aparecerá al lado de su corral) para alegrarla el día y conseguir una de las pegatinas del nivel.

- El Festival de Hielo: Este nivel está completamente helado, lleno de bloques de hielo y nieve por doquier. Una conejita de nieve llamada Crystal ayudará a los cachorros a atravesar una pista de eslalon, tirar a Gaspar a un lago helado y derribar figuras de hielo con cañones de bolas de nieve.

- El Viejo Castillo: En este viejo castillo medieval, los cachorros se reencontrarán con Yvonne, la cual los ayudará a atravesarlo para salir hacia lo alto y pasar de nivel.

- Cruella III: Cruella espera a los cachorros en lo alto del castillo medieval preparada con una amplia munición de globos de agua para atacar. Para vencerla, es necesario derribar poco a poco la torre en la que se encuentra golpeándola con calabazas desde una catapulta, hasta finalmente tener a la villana a tiro para golpearla tres veces y ganar.

- El Bosque del Terror: Este nivel lo compone un oscuro bosque siniestro y algo confuso para salir. La conejita Crystal regresará para ayudar a los cachorros a encontrar la salida, explorar los túneles que conectan las distintas zonas del nivel y acabar de nuevo con Le Pelt.

- El Laberinto de Figuras: Este enrevesado laberinto rodea la Mansión de Cruella y hace casi imposible acceder a ella. Por suerte, el topo Manny aparecerá ante los cachorros para aconsejarles sobre cómo salir de ahí, colocando mapas por ciertas zonas del laberinto, explicando el funcionamiento de ciertos mecanismos para abrirse paso y advirtiendo de las trampas que Cruella ha colocado en cada esquina.

- La Mansión De Vil: No podía faltar la gran y estrepitosa Mansión de Cuella, donde el Sargento Tibbs regresará para ayudar a los cachorros a acabar con Horacio de nuevo. Será necesario explorar la Mansión al completo para conseguir el 100% del nivel, accionando mecanismos ocultos, descubriendo habitaciones secretas y llegando a la sala del calefactor principal para encontrar la salida hacia la Fábrica de Juguetes.

- La Fábrica de Juguetes: Fluffy esperará a los cachorros en este lugar de locos para ayudarles a abrirse paso entre la peligrosa maquinaria de la fábrica y superar algunos alocados experimentos mecánicos del profesor Dinamito, y así llegar finalmente hasta Cruella y vencerla de una vez por todas.

- Cruella IV: Este es el último nivel, el corazón de la Fábrica de Juguetes, dónde Cruella atacará a los cachorros con un peligroso cañón de Supergloop. Para derrotarla definitivamente, hay que utilizar unos cañones de rayos láser que van apareciendo a lo largo del enfrentamiento final y disparar a la maquinaria del cañón de Cruella que se va indicando en tres fases del combate. Una vez se hayan destruido todas las partes de la maquinaria, los tres tornillos que mantienen la base del cañón sobre el Supergloop se saldrán y Cruella caerá sobre su contenido, quedando por fin fuera de combate por efecto del potente pegamento.

## Enemigos
- Jack: Es el primer enemigo del juego (una caja con un payaso dentro). Aparece en el Parque, en el Aserradero y en la Fábrica de Juguetes.

- Coche teledirigido: Se trata de un coche idéntico al de Cruella que cuando te ve corre hacia ti sonando la risa malvada de Cruella. Aparece solo en el Parque y Piccadilly Circus.

- Mono con platillos: Este juguete intentará acercase a ti y darte con los platillos. Aparece en el Parque, el Circo y el Laberinto de Figuras.

- Saco de boxeo Horacio: Uno de los juguetes más poderosos del programa ya que habrá que ladrarle varias veces para derrotarlo. Aparece en la Tienda de Juguetes, Big Ben y la Fábrica de Juguetes.

- Soldado de juguete: este enemigo es capaz de disparar. Acércate a él con cuidado y ladra bien fuerte para derrotarlo. Aparece en la Tienda de Juguetes, El Corral y El Bosque del Terror.

- Coche suicida: intentará acercarse lo máximo posible al jugador y explotar. Aparece en la Tienda de Juguetes y Royal Museo.

- Payaso: da volteretas hacia ti para atraparte y emite ruidos de payaso. Aparece en Picadilly Circus y El Circo.

- Tanque de juguete: lanza corcho. Aparece en Picadilly Circus, en el Aserradero y en el Laberinto de Figuras.

- Helicóptero: vuela alto. Aprovecha cuando te vea y baje para atacarlo. Aparece en el Big Ben, en El Corral y en El Bosque del Terror.

- Globo teledirigido: vuelta alto. Aparece en el Big Ben y el Laberinto de Figuras.

- Tostadora robot: intentará atraparte lanzándote tostadas. Aparece en el Royal Museo y la Mansión de Cruella.

- Guerrero medieval: este juguete querrá golpearte con su puntiaguda lanza. Aparece en el Royal Museo y El Viejo Castillo.

- Barco de juguete: lanza corcho. Aparece en el Metro, La Campiña y en El Bosque del Terror.

- Cocodrilo: este enemigo no sale del agua. Nadará hacia ti e intentará aturdirte. Aparece en el Metro y El Viejo Castillo.

- Oso con pistola: lanza agua y emite ruidos de vaquero. Aparece en el Metro, en el Viejo Castillo y La Mansión de Cruella.

- Diablillo: cuando te vea, irá a por ti y te golpeará con su tridente. Aparece en El Circo, La Campiña y la Mansión de Cruella.

- Excavadora de juguete: para romperlo tendrás que rodar primero hacia a él para volcarlo y ladrar. Aparece en el Aserradero y El Corral.

- Avioneta: volará hacia ti. Aparece en la Campiña y Festival de Hielo.

- Pingüino robot: Se desliza a gran velocidad. Aparece en el Festival de Hielo y la Fábrica de Juguetes.
- Muñeco de nieve: Lanza bolas de nieve. Es el único enemigo que aparece en un solo nivel, y lo hace en El Festival de Hielo.

## Curiosidades
- En el Festival de Hielo, cuando superas las dos pistas, Crystal te invita a probar la pista avanzada, sin embargo, esta pista no existe. Esto se debe seguramente a un cambio de última hora en el nivel.

- Según los archivos del juego, las últimas canciones que se compusieron fueron las de Cruella.

## Recepción
En Metacritic, la versión de Dreamcast tiene una puntuación de 66, que indica "Opiniones mixtas o promedio". En GameRankings, la versión de PlayStation tiene una calificación del 76 por ciento.
David Zdyrko de IGN revisó la versión para PlayStation del juego y elogió las voces en off, las escenas cortas y los minijuegos, pero criticó el juego por ser demasiado fácil. Marc Nix de IGN revisó la versión de Dreamcast y escribió: "Los colores y los diseños de construcción enfatizados son vívidos y brillantes. Es decepcionante que los diseñadores ni siquiera se permitieran sincronizar los labios en las escenas de conversación". Nix escribió sobre la versión de Game Boy Color: "Los niveles son nítidos en cuanto a creatividad y tan nítidos en belleza. Aunque no son tan deslumbrantes como en el Game Boy Color, los niveles están limpios y vibrantes".
Cathy Lu del diario Daily Radar elogió los gráficos y la jugabilidad de la versión de Game Boy Color.